# Ris (Puy-de-Dôme)
Ris é uma comuna francesa na região administrativa de Auvérnia-Ródano-Alpes, no departamento Puy-de-Dôme. Estende-se por uma área de 15,91 km². Em 2010 a comuna tinha 757 habitantes (densidade: 47,6 hab./km²).